# Årdalsfjorden (Rogaland)
 For alternative betydninger, se Årdalsfjorden. (Se også artikler, som begynder med Årdalsfjorden)
Årdalsfjorden er en fjordarm af Fognafjorden og Boknafjorden i Hjelmeland og Strand kommune i Rogaland fylke i Norge. Den strækker sig 10 kilometer mod øst fra indløbet til Årdal. Den har indløb mellem Høylandsklubben  nordvest for Fiskå i Strand og Helgøy mod nord. Nord for indløbet fortsætter Fisterfjorden videre mod  nordøst.
Et stykke inde i fjorden  ligger en række holme i hele fjordens bredde. Her går Døvigvågen ind mod syd og Nessaviga mod  nordøst. Det sidste stykke ind til Årdal ligger langs bratte fjeldsider som stiger til over 400 meter på hver side. Ved Årdal munder elven Storåna ud i fjorden.